# Ales Bjaljazki

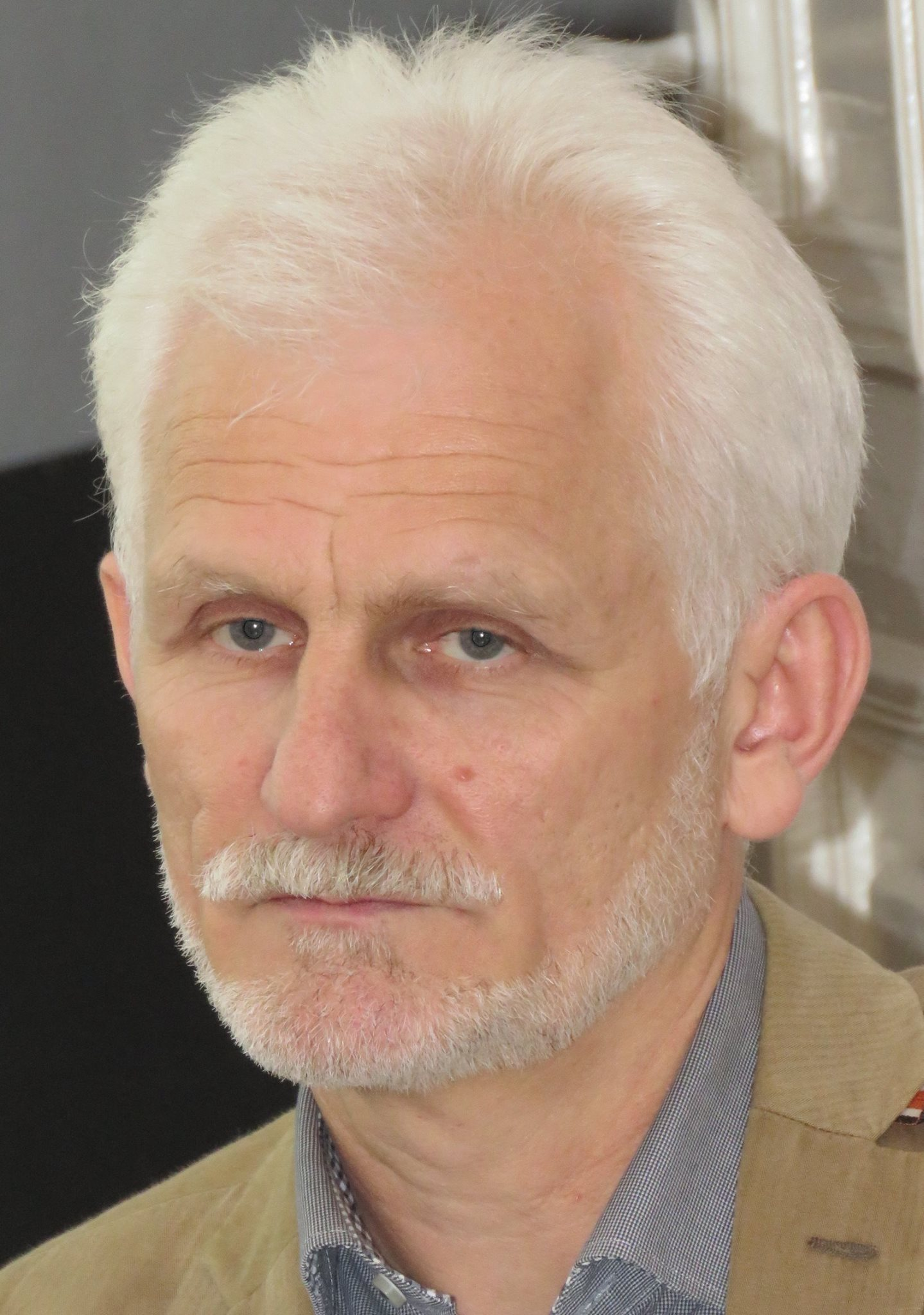
Ales Bjaljazki (2015)

Ales Bjaljazki (gebürtig Alexander Beljazki; belarussisch Алесь Бяляцкі, englisch Ales Bialiatski, russisch Алесь Беляцкий; * 25. September 1962 in Wjartsilja, Russische SFSR, Sowjetunion) ist ein Literaturwissenschaftler, belarussischer Dissident und Menschenrechtler, der die Menschenrechtsorganisation Wjasna gründete und leitet. Im Jahr 2022 wurde ihm der Friedensnobelpreis zuerkannt.
Am 3. März 2023 wurde er in Minsk zu zehn Jahren Haft verurteilt.

## Leben
Als Ales Bjaljazki zwei Jahre alt war, zog die Familie von Russland nach Belarus. Bjaljazki wurde an der Belarussischen Akademie der Wissenschaften in Literaturwissenschaft promoviert.
1988 organisierte er mit anderen zusammen öffentliche Aktionen zum Gedenken an die Opfer des Stalinismus. Es folgten mehrere Festnahmen und Geldbußen. Bjaljazki war Mitbegründer der Belarussischen Volksfront Adraschenje (Wiedergeburt), die sich ab 1991 für die Demokratisierung einsetzt.
1990 war er einer der Organisatoren der Gesellschaft „Belarussische Katholische Gemeinde“. 1996 gründete er ungeachtet der Gefahr und Diskriminierungen die Menschenrechtsorganisation Wjasna, die politische Gefangene und ihre Familien unterstützt. Hierfür wurde er mit dem Homo-Homini-Preis 2005 und 2006 mit dem Per-Anger-Preis geehrt.
Am 4. August 2011 wurde Bjaljazki festgenommen und dreieinhalb Monate später, am 24. November 2011, wegen Steuerhinterziehung zu viereinhalb Jahren Straflager verurteilt. Die Europäische Union und die USA kritisierten das Verfahren als „politische Inszenierung“. Auch die Menschenrechtsorganisation Amnesty International forderte die Freilassung von Bjaljazki. Am 21. Juni 2014 wurde Bjaljazki überraschend vorzeitig aus der Haft entlassen. Im Jahr 2020 wurde er während der Proteste in Belarus Mitglied im Koordinierungsrat der einstigen Präsidentschaftskandidatin Swjatlana Zichanouskaja und erhielt im gleichen Jahr den Right Livelihood Award.
Am 14. Juli 2021 wurde Bjaljazki festgenommen und am Tag darauf in einer gemeinsamen Erklärung von neun Organisationen (Wjasna, der Belarussische Journalistenverband, das Belarussische Helsinki-Komitee u. a.) als politischer Gefangener anerkannt. Am 6. Oktober 2021 wurde er erneut wegen angeblicher Steuerhinterziehung in Belarus angeklagt. Am 10. Dezember 2022 erhielt Bjaljazki zusammen mit der russischen Menschenrechtsorganisation Memorial und der ukrainischen Organisation Center for Civil Liberties in Abwesenheit den Friedensnobelpreis. Am 3. März 2023 wurde Bjaljazki mit zweien seiner Mitstreiter in der Menschenrechtsorganisation Wjasna wegen des Vorwurfs „Schmuggel“ sowie der „Organisation und Vorbereitung von Handlungen, die die öffentliche Ordnung grob verletzen“ zu 10 Jahren Haft sowie hohen Geldstrafen verurteilt. Menschenrechtler beschrieben die Anschuldigungen als fingiert, um Bjaljazki und seine Bewegung nach der Verleihung des Friedensnobelpreises zum Schweigen zu bringen. Bundesaußenministerin Annalena Baerbock bezeichnete die Anklage und das Verfahren als „Farce“.

## Veröffentlichungen
- “Literatur und Nation” (belarussisch Літаратура і нацыя), Art Geyser Minsk 1991, keine ISBN
- (dt. etwa) „Joggen am Ufer des Genfersees“ (belarussisch Прабежкі па беразе Жэнеўскага возера), PRYMAT Minsk 2006, ISBN 83-88852-53-8.
- (dt. etwa) „Aufgeklärte Belarussen“ (belarussisch Асьвечаныя беларушчынай), Minsk 2013, keine ISBN
- (dt. etwa) „Das Quecksilber des Lebens“ (belarussisch Іртутнае срэбра жыцьця), Minsk 2014, keine ISBN

## Ehrungen
- 2005: Homo-Homini-Preis
- 2012: Petra-Kelly-Preis
- 2013: Václav-Havel-Menschenrechtspreis des Europarates
- 2014: Paweł-Włodkowic-Preis des polnischen Senats
- 2020: Right Livelihood Award[16]
- 2020: Sacharow-Preis (unter den genannten Vertretern der demokratischen Opposition in Belarus)[17]
- 2022: Friedensnobelpreis